# Peadar Ua Laoghaire
El pare Peadar Ua Laoghaire (pronunciació irlandesa: [ˈpʲad̪ˠəɾˠ oː ˈl̪ˠeːɾʲə], primer nom local [ˈpʲad̪ˠəɾʲ]; també Peadar Ó Laoghaire, a vegades conegut en anglès com a Peter O'Leary; abril de 1839 – 21 de març de 1920) fou un escriptor i sacerdot catòlic irlandès, qui és considerat avui dia com un dels fundadors de la literatura irlandesa moderna.

## Vida
Va néixer a la parròquia de Clondrohid, al comtat de Cork, i va créixer parlant l'irlandès de Munster a la gaeltacht de Múscraí. Era un descendent de la branca de Carrignacurra dels O'Leary de l'antic Corcu Loígde.
Va estudiar al Col·legi Saint Patrick (Maynooth) i fou ordenat sacerdot de l'Església Catòlica Romana en 1867. Exercí com a sacerdot a la parròquia de Castlelyons en 1891, i allí va ser on va escriure la seva famosa narració, Séadna, i la conta com una història de la vora del foc a tres noietes. Séadna fou el primer gran treball literari de l'emergent renaixement gaèlic. Fou serialitzat a l'Irisleabhar na Gaedhilge des de 1894, i publicat en format de llibre el 1904. La trama de la història fa referència a un acord que el sabater Séadna va fer amb "l'Home Fosc". Encara que la història és arrelada en el folklore que l'escriptor escoltà dels seanchaí a la vora del foc durant la seva joventut, també està força relacionada amb la llegenda alemanya de Faust. Fou publicada com a serial en algunes revistes en llengua irlandesa.
A part de Séadna, Ua Laoghaoire va escriure l'autobiografia Mo Sgéal Féin ("La meva pròpia història"). Endemés va traduir algunes històries del gaèlic medieval a l'irlandès modern, com Eisirt i An Cleasaí, i traduí una versió abreujada de la història de El Quixot a l'irlandès de Munster.
Peadar Ua Laoghaire es va fer famós pel seu suport al caint na ndaoine, l'irlandès que parlava realment la gent que no pas intentar reviure antigues formes de l'irlandès. Però també va mostrar curosament distincions entre el que ell veia com a bon o mal irlandès. Va morir a Castlelyons als 80 anys.

## Obres
Aquesta és una llista parcial de la seva obra.
- Ar nDóithin Araon, 1894
- Mion-chaint: llibre de frases en irlandès, compilat per la Lliga Gaèlica, 1899
- Eólas ar áireamh, taules aritmètiques en irlandès, 1902
- An Soísgéal as Leabar an aifrinn, 1902
- Irish prose composition: a series of articles, including several upon the Irish autonomous verb, 1902
- Aesop a Tháinig go hÉirinn, 1903
- Sgothbhualadh, sèries d'articles en irlandès compilats a "Leader", 1904
- Séadna, 1904 (originalment serialitzat en 1898)
- An Craos-Deamhan, 1905
- An Bealach Buidhe, drama, 1906
- Tóruigheacht Dhiarmuda agus Ghráinne, 1906
- Niamh 1907
- Eisirt, 1909
- Seanmóin agus trí fichid, sermons per a cada diumenge i cada dia festiu de l'any, 1909–10
- An sprid: Bas Dalláin: Tadhg Saor, tres històries curtes, 1911
- An Cleasaidhe, 1913
- Caitilina, 1913
- Aithris ar Chríost, 1914 (traducció de l'anglès Thomas à Kempis' 'Imitatio Christi')
- Sliabh na mban bhFionn agus Cúan Fithise, 1914
- Lughaidh Mac Con, 1914
- Bricriu, 1915
- Na Cheithre Soisgéil as an dTiomna Nua, 1915 (traducció a l'irlandès dels Evangelis)
- Mo Sgéal Féin, 1915
- Guaire, 1915
- Ag Séideadh agus ag ithe, 1918
- An teagasg críosdaidhe, editat per Ua Laoghaire, 1920
- Don Cíchóté, (traducció parcial de la novel·la de Miguel de Cervantes Don Quijote, 1921
- Gníomhartha na nAspol, 1922 (traducció dels Fets dels Apòstols)
- Lúcián, 1924
- Sgéalaidheachta as an mBíobla naomhtha, 1924 (històries de la Bíblia)
- Críost Mac Dé, 1925
- Sgealaidheacht na Macabéach, 1926 (les històries dels Macabeus dels llibres apòcrifs)
- Aodh Ruadh, adaptació de la vida d'Aodh Ruadh Ó Domhnaill original de Lughaidh O'Clery en el segle xvii, 1929
- Papers on Irish idiom : together with a translation into Irish of part of the first book of Euclid, by the late canon Peter O'Leary; editat per Thomas F. O'Rahilly.
- Cómhairle ár leasa, articles publicat al "Leader"
- Mo shlighe chun Dé : leabhar urnaighthe

Un article llista 487 articles i treballs d'Ua Laoghaire fou publicat a Celtica el 1954.